# Hädelse
Hädelse eller blasfemi innebär att en person genom ord eller handlingar kränker något som anses heligt. I första hand brukar det handla om att uttrycka sig nedvärderande, föraktande, hånande eller förlöjligande om någon religions gud, men även att uttrycka förakt för religionens företrädare (präster, profeter, helgon etc). Skändande av religiösa tillhörigheter, platser och byggnader räknas ibland till hädelse. I utsträckt betydelse används ordet hädelse även om att man tycker, säger eller gör något som är emot vedertagen ideologi eller värdering, till exempel "Det är hädelse för en vänsterpartist att förespråka privatisering."
Att häda har ofta uppfattats som ett svårt brott, eftersom det ansågs kunna dra gudarnas vrede över samhället. Inom judendomen och kristendomen har hädandet av Gud ofta blivit strängt bestraffat. Enligt Mose lag gällde dödsstraff. Det står i 3.Mos 24.16: "Och den som smädar HERRENS namn skall straffas med döden; hela menigheten skall stena honom."

## Olika länder
Internationella hädelsedagen firas årligen den 30 september för att uppmuntra individer och grupper att öppet uttrycka sin kritik av religion och hädelselagar.

### Danmark
Fram till 2017 fanns i Danmark en lag mot hädelse, men den hade under sina sista årtionden knappt någon verkan, och stod tillbaka för yttrandefriheten. I december 2023 stiftade Folketinget en lag mot den som "offentligt eller med forsæt til udbredelse i en videre kreds gør sig skyldig i utilbørlig behandling af et skrift, der har væsentlig religiøs betydning for et anerkendt trossamfund, eller en genstand, der fremstår som et sådant skrift". Bakgrunden var de mycket uppmärksammade koranbränningarna, och de säkerhetshot som följde. 

### Frankrike
Efter revolutionen togs hädelseparagrafen bort 1789 i och med Deklarationen om människans och medborgarens rättigheter och dessa artikel 10.(Förutom en kort period 1881) I Frankrike straffar lagarna förolämpning och ärekränkning av personer och grupper, och specifikt attacker mot religiösa grupper när de förnedras som sådana. Det som är förbjudet idag 2023 är "förolämpning, personlig och direkt attack riktad mot en grupp människor på grund av deras religiösa tillhörighet" eller uppvigling till ras- eller religiöst hat.

### Sverige
Hädelse mot kristendomen var länge straffbart i Sverige. Till exempel dömdes år 1676 Johan von Sack från Kydingeholm i Alunda till döden för blasfemi. År 1706 avrättades landsfiskalen Johan Schönheit för hädelse och spridande av otillåtna skrifter. 
År 1884 åtalades August Strindberg för hädelse i den så kallade Giftasprocessen, därför att han i en novell hade beskrivit nattvardsvin och oblater som vanliga matvaror. Processen slutade med att Strindberg frikändes. 
År 1949 formulerades lagen om till, att kallas Brott mot trosfrid, och kom då att omfatta även andra religioner, främst med förföljelserna av judendomen i färskt minne. 
Lagen upphävdes dock 1970, med hänvisning till att ett särskilt skydd av religionsfriheten inte motiverade inskränkningar i yttrandefrihetsgrundlagen eller tryckfrihetsförordningen. 
Satirikerna Nils Eklund, Lasse O'Månsson och Carl-Uno Sjöblom var de sista, som 1963 dömdes efter ett inslag i Sveriges Radio. De hade där vanhelgat nattvardens helighet "Brott mot trosfriden".
Förändringen motiverades också med, att bestämmelserna om straff för hets mot folkgrupp, förargelseväckande beteende, ärekränkning, störande av förrättning eller störande av allmän sammankomst istället kan tillämpas. 
Även i våra dagar väcks då och då förslag för, att återinföra straff för hädelse. Riksdagsledamoten Tuve Skånberg (KD) skrev 1999 en motion om att göra detta, som dock inte bifölls.

### Irland
I Irland infördes 23 juli 2009 en lag mot hädelse. En person kan anklagas för att ha publicerat eller yttrat något blasfemiskt. Kan inte den anklagade genom omvänd bevisbörda visa att "en förnuftig person skulle finna genuint litterärt, konstnärligt, politiskt, vetenskapligt, eller akademiskt värde i den sak som berörs av brottet" och sedan fälls i domstol, döms den åtalade till böter upp till ett belopp av 25 000 euro.
2018 avskaffade dock Irland hädelselagen efter en folkomröstning. 

### Tyskland
1910 och 1911 dömdes Theodor Fritsch för att ha hädat genom att förolämpa judendomen, och uppmana till våld mot judar till en veckas respektive tio dagars fängelse. År 1994 förbjöds framförandet av "rockkomiken" Das Maria Syndrome av Michael Schmidt-Salomon genom en administrativ order från staden Trier på grund av överhängande fara. Formellt är den lag som tidigare användes för att bekämpa hädelse "Beschimpfung von Bekenntnissen, Religionsgesellschaften und Weltanschauungsvereinigungen" (§ 166 i Strafflagen) en lag som förbjuder förolämpande av religiösa skrifter och övertygelser.

### Mellanöstern
Inom islam finns ingen direkt motsvarighet till hädelsen inom judendom och kristendom, men förolämpning av Allah eller Muhammed har uppfattats som tecken på avfall (irtidâd) från religionen eller kätteri, vilket är uttryckligen förbjudet och straffbart med döden enligt många muslimska lärde (till exempel shiamuslimen Khomeini). [källa behövs] Salman Rushdie dömdes i Iran 1989 till dödsstraff för hädelse mot Islam genom att han skrivit att Mohammed tagit avstånd från en del av Koranen, och därmed medgett fel i Koranen.